# جورج کواسی
جورج کواسی (انگلیسی: George Kwasi Semakor؛ زادهٔ ۶ ژانویهٔ ۱۹۸۸ کوماسی) بازیکن فوتبال اوگاندایی‌تبار اهل قطر است.

## باشگاهی
از باشگاه‌هایی که در آن بازی کرده‌است می‌توان به الغرافه، المعیذر، اشاره کرد.

## تیم ملی
وی همچنین در تیم ملی فوتبال قطر بازی کرده است.